# Суур-Мунамяги
Су́ур-Му́намяги (эст. Suur Munamägi, в переводе «Большая яичная гора» или «Большая гора-яйцо») — гора, самая высокая в Эстонии и в Прибалтике в целом. Высота — 318 метров над уровнем моря. Расположена в уезде Вырумаа в юго-восточной части Эстонии на холмистой возвышенности Хаанья. Расположена на территории деревни Хаанья.

## Обзорные башни
В разное время на горе было построено 5 башен. Первая была сооружена в 1812 году, и, по местной легенде, была разрушена из-за того, что её высота «смущала корабли».
Вторая башня появилась в 1870 году благодаря местному трактирщику. Башня высотой 8 метров пользовалась популярностью среди местных жителей в основном благодаря трактиру.
Третья башня (высотой 12 метров) была построена при том же здании трактира.
Четвёртую башню (уже высотой 17 метров, но так же из дерева, как первые башни) построили в 1925 году, когда Эстония уже стала независимым государством. Строительство длилось 3 месяца. Затем уезд Вырумаа своими силами сделал подъезды для людей, очистил лес и установил скамейки перед башней. Торжественное открытие четвёртой башни прошло 19 июля 1925 года. Однако вскоре после этого стало ясно, что выбранный материал был неподходящим для башни, а окружающие деревья мешали обзору: высота в 17 метров оказалась недостаточной.
Сооружение новой, пятой, башни из железобетона началось в 1939 году. Высота башни теперь достигла 25,7 метров. Башня была построена из 36 000 кирпичей и 80 тонн цемента. Башня была закончена в том же году, в июне, но открытие было отложено из-за начала Второй мировой войны. Во время войны башня пострадала не сильно, её ремонт был произведён в 1955 году. Модернизацию башни и приведение в порядок её окрестностей произвел распоряжавшийся башней мемориальный музей Ф. Р. Крейцвальда.
В 1969 году музей надстроил башню на один этаж и изменил конструкцию лестницы на верхних этажах. Дополнение было спроектировано Тоомасом Рейном и Вельо Каазиком. После реконструкции высота башни достигла 29,1 метра. Радиус обзора с высоты 346,7 метров составляет 50 километров.
В 1998 году волость Хаанья начала очередную реставрацию башни. В 2002 году был спроектирован и в следующем году закончен водопровод. Основные реставрационные работы на Суур-Мунамяги велись с августа 2004 по июль 2005: башня была обновлена, были построены лифт и стеклянное кафе, переделаны подъезды к башне, организовано освещение пешеходных зон и самой башни. Общая стоимость работ составила около 10 миллионов крон. Строительство финансировалось за счет программы ЕС Phare  (англ.), эстонских предприятий, правительства, центра экологических инвестиций, частных лиц и средств волости.
24 июля 2005 года обновлённая обзорная башня Суур-Мунамяги была торжественно открыта.

## Галерея
- Гора Суур-Мунамяги
- Суур Мунамяги осенью
- Обзорная башня на горе Суур-Мунамяги
- Обзорная башня
- Местность вокруг Суур-Мунамяги
- Вид на мызу Хаанья с башни Суур-Мунамяги